# ستيفن روبسون
ستيفن روبسون (بالإنجليزية: Stephen Robson)‏ هو كاهن كاثوليكي بريطاني، ولد في 1 أبريل 1951 في كارلايل في المملكة المتحدة.